# Peter Werni
Peter Werni (Oslo, 3 giugno 1974) è un ex calciatore norvegese, di ruolo difensore.

## Carriera

### Club
Werni iniziò la carriera con la maglia del Valstad, per poi passare allo Skjetten. Giocò poi nel Lillestrøm per quasi un decennio. Il 18 novembre 2004 fu reso noto il suo passaggio allo Aalesund. Debuttò in squadra il 10 aprile 2005, nel pareggio per 2-2 in casa del Rosenborg. L'Aalesund non raggiunse però la salvezza e retrocesse in Adeccoligaen.
Werni contribuì però all'immediata promozione. Nel 2008, tornò allo Skjetten.

### Nazionale
Giocò 2 partite per la Norvegia under 21. Debuttò il 1º novembre 1995, nella sconfitta per 2-1 contro la Svezia under 21.